# NRW-Pokal (Eishockey) 1976/77
In der Saison 1976/77 hat der Eissport-Verband Nordrhein-Westfalen zum ersten Mal einen NRW-Pokal ausgerichtet. Dazu hat der LEV NRW Sponsoren akquiriert, die für die drei Teilnehmer der Finalrunde eine Summe von 10.000 Deutschen Mark zur Verfügung gestellt haben. Die Teilnehmer kamen aus der 1. Bundesliga, 2. Bundesliga, Oberliga und Regionalliga. Erster und lange Zeit einziger Sieger wurde die Düsseldorfer EG. Die Finalrunde wurde erst in der Folgesaison während der Vorbereitungsphase sowie während einer Länderspielpause im Dezember ausgetragen. Erst in der Saison 2010/11 richtete der LEV NRW erneut einen NRW-Pokal aus. Diese Pokalwettbewerbe sind nicht zu verwechseln mit so genannten Pokalrunden auf NRW-Ligaebene, wobei es sich in der Regel um Platzierungs- oder Qualifikationsrunden handelt.

## Modus
Die ersten drei Runden wurden im K.-o.-Modus ausgespielt. Je höherklassiger ein Teilnehmer war, desto später stieg er in den Pokalwettbewerb ein. Die Zweitligisten kamen in der 2. Runde, die Bundesligisten in der 3. Runde dazu. Die drei Sieger der 3. Runde qualifizierten sich für die Finalrunde, die im Jeder-gegen-Jeden-Modus in Hin- und Rückspiel ausgetragen wurde. 

## Teilnehmer
Teilnahmeberechtigt waren alle nordrhein-westfälischen Mannschaften aus den vier höchsten Spielklassen, die auch ausnahmslos an den Start gegangen sind. 
| 3 Teams aus der 1. Bundesliga:               | 2 Teams aus der 2. Bundesliga:    | 5 Teams aus der Oberliga:                                                     | 2 Teams aus der Regionalliga:                             |
| -------------------------------------------- | --------------------------------- | ----------------------------------------------------------------------------- | --------------------------------------------------------- |
| - Kölner EC - Krefelder EV - Düsseldorfer EG | - Duisburger SC - EC Deilinghofen | - EHC Essen - Herner EV - ERC Westfalen Dortmund - Grefrather EC - Neusser SC | - Bielefelder RSC (Gruppe Nord) - GSV Moers (Gruppe West) |

## 1. Runde
| Datum      | Heim                   |   | Gast            | Ergebnis | Drittelergebnisse |
| ---------- | ---------------------- | - | --------------- | -------- | ----------------- |
| 25.10.1976 | ERC Westfalen Dortmund | – | Bielefelder RSC | 14:0     | (6:0, 8:0, 0:0)   |
| 11.11.1976 | Neusser SC             | – | Grefrather EC   | 7:6      | (4:2, 2:1, 1:3)   |
| 16.11.1976 | Herner EV              | – | GSV Moers       | 22:1     | (5:0, 9:0, 8:1)   |

Freilose: Kölner EC, Düsseldorfer EG, Krefelder EV, Duisburger SC, EC Deilinghofen, EHC Essen

## 2. Runde
| Datum      | Heim                   |   | Gast            | Ergebnis | Drittelergebnisse |
| ---------- | ---------------------- | - | --------------- | -------- | ----------------- |
| 23.12.1976 | Neusser SC             | – | Duisburger SC   | 4:7      | (2:1, 2:2, 0:3)   |
| 02.01.1977 | Herner EV              | – | EHC Essen       | 4:4      | (0:1, 2:1, 2:2)   |
| 05.01.1977 | EHC Essen              | – | Herner EV       | 1:2      | (1:2, 0:0, 0:0)   |
| 10.01.1977 | ERC Westfalen Dortmund | – | EC Deilinghofen | 6:7      | (2:1, 3:2, 1:4)   |

Freilose: Kölner EC, Düsseldorfer EG, Krefelder EV

## 3. Runde
| Datum      | Heim            |   | Gast         | Ergebnis | Drittelergebnisse |
| ---------- | --------------- | - | ------------ | -------- | ----------------- |
| 08.03.1977 | Duisburger SC   | – | Krefelder EV | 1:6      | (0:1, 0:4, 1:1)   |
| 21.03.1977 | EC Deilinghofen | – | Kölner EC    | 5:7      | (2:2, 3:2, 0:3)   |
| 22.03.1977 | Düsseldorfer EG | – | Herner EV    | 14:6     | (7:1, 3:2, 4:3)   |

## Finalrunde
| Datum      | Heim            |   | Gast            | Ergebnis | Drittelergebnisse |
| ---------- | --------------- | - | --------------- | -------- | ----------------- |
| 02.09.1977 | Krefelder EV    | – | Düsseldorfer EG | 3:3      | (1:0, 1:0, 1:3)   |
| 07.09.1977 | Krefelder EV    | – | Kölner EC       | 5:1      | (1:0, 1:0, 3:1)   |
| 09.09.1977 | Kölner EC       | – | Krefelder EV    | 6:2      | (2:0, 2:0, 2:2)   |
| 07.12.1977 | Düsseldorfer EG | – | Krefelder EV    | 5:5      | (2:2, 1:1, 2:2)   |
| 11.12.1977 | Düsseldorfer EG | – | Kölner EC       | 6:3      | (3:0, 2:0, 1:3)   |
| 13.12.1977 | Kölner EC       | – | Düsseldorfer EG | 5:7      | (3:2, 1:1, 1:4)   |

Anmerkung: Das Spiel vom 2. September 1977 zwischen dem Krefelder EV und der Düsseldorfer EG war Teil des KEV-Vorbereitungsturniers um den Rhenania-Alt-Cup. Das Spiel wurde zusätzlich für den NRW-Pokal gewertet.
|    | Klub            | Sp | S | U | N | Tore  | Dif. | Punkte |
| -- | --------------- | -- | - | - | - | ----- | ---- | ------ |
| 1. | Düsseldorfer EG | 4  | 2 | 2 | 0 | 21:16 | +5   | 6:2    |
| 2. | Krefelder EV    | 4  | 1 | 2 | 1 | 15:15 | 0    | 4:4    |
| 3. | Kölner EC       | 4  | 1 | 0 | 3 | 15:20 | −5   | 2:6    |